# Skit Maniawski

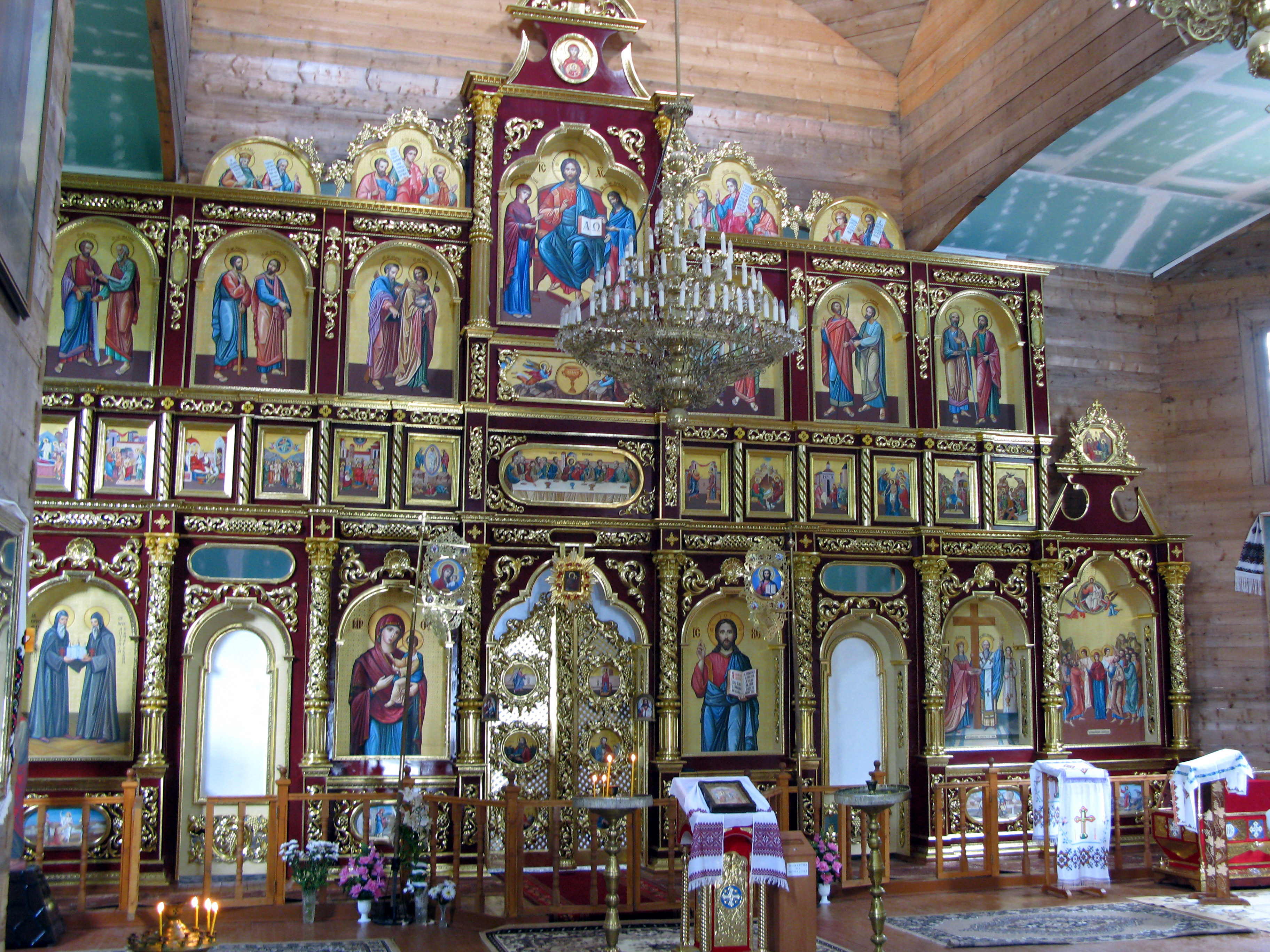
Ikonostas w głównej cerkwi

Skit Maniawski, właściwie: monastyr Podwyższenia Krzyża Pańskiego (ukr. Манявський скит) – prawosławny klasztor we wsi Maniawa, w jurysdykcji Kościoła Prawosławnego Ukrainy (wcześniej  Ukraińskiego Kościoła Prawosławnego Patriarchatu Kijowskiego).

## Powstanie monasteru
Twórcą klasztoru był mnich Hiob (Kniahinicki), z pochodzenia mieszczanin urodzony w Tyśmienicy. Złożył on wieczyste śluby mnisze na górze Athos. Po dwunastu latach spędzonych w jednym z tamtejszych klasztorów wrócił on na Ruś z zamiarem urządzenia dla siebie pustelni, która następnie miała rozwinąć się w ruski odpowiednik Athosu. Nie posiadał święceń kapłańskich. Do 1612 z pomocą innych mnichów wzniósł cerkiew i budynek mieszkalny z celami w otoczonym potokami miejscu w lasach w okolicy wsi Maniawa. Siedem lat później, wobec znacznego wzrostu liczby mieszkańców klasztoru, pierwsza świątynia została przebudowana na wzór cerkwi w stylu kozackim w Monasterze Międzygórskim k. Kijowa.
Monaster powstał w okresie nasilonych polemik katolicko (unicko)-prawosławnych i rywalizacji o wiernych na wschodnich ziemiach Rzeczypospolitej; Skit Maniawski stał się jednym z ośrodków sprzeciwu wobec unii brzeskiej. Jego autorytet wśród innych klasztorów podzielających to stanowisko stał się na tyle znaczny, że do 1628 wszystkie monastery województw podolskiego, bełskiego i ruskiego uznały się za instytucje podporządkowane Skitowi.
W 1640 r. w skicie żyło ok. 200 mnichów.
Mnisi żyli w nim w wyjątkowej ascezie – mieszkali w zimnych celach, nie jedli mięsa ani nabiału, tylko z rzadka spożywali olej.

## Rozwój
W czasie powstania Chmielnickiego mnisi wykazali się wiernością królowi polskiemu i nie okazali żadnej pomocy wojskom kozackim, które dotarły do Nadwórnej, w pobliże Skitu. Zostali za to pochwaleni w uniwersale króla Jana Kazimierza z dnia 28 lipca 1653, a starosta halicki Adam Potocki wziął ich pod swoją protekcję. Jednocześnie 22 lipca hetman polny koronny Stanisław Rewera Potocki zwolnił skit od wszelkich danin wojennych, włącznie z kwaterowaniem i stacjonowaniem wojsk. Król August II Mocny zagwarantował, że żaden hierarcha rzymskokatolicki, unicki, ani prawosławny nie może naruszać zwyczajów i wolności skitu.
Skit otrzymał 7 przywilejów zwolnienia z myta, pobieranego na rogatkach miast, gościńcach, brodach i mostach, z czego cztery wydali polscy królowie: Jan Kazimierz (1659), Michał Korybut Wiśniowiecki (1669), Jan III Sobieski (1686) i August II (1698). Pozwoliło to na rozwinięcie handlu solą pochodzącą z Pokucia – mnisi docierali z transportami soli nawet na Wołyń i Ukrainę. Przyczyniło się to do znacznego wzrostu bogactwa klasztoru.
W 1676 r. wojska tureckie, dowodzone przez Ibrahima Paszę, zniszczyły całą okolicę, paląc również skit, i wycinając ukrytych w skicie mnichów i okoliczną ludność, szukającą tam schronienia.
Wskutek braku środków do życia, mnisi udali się z prośbą o wsparcie do cara Fiodora Aleksiejewicza. Car podarował skitowi część relikwii Krzyża Świętego, oraz pismem z dnia 19 lipca 1680 zobowiązał się do wypłacania po wsze czasy zapomogi w wysokości 300 rubli co 5 lat. Oprócz tego mnisi otrzymali książki cerkiewne, szaty liturgiczne i sukno na ubrania.

## Unia
W 1692 r. przyjęła Unię prawosławna diecezja przemyska, w 1700 – lwowska, a w 1702 – łucka. Skit Maniawski pozostał przy prawosławiu, a podległe mu wcześniej monastyry w Uhornikach, Tłumaczyku i Kołomyi wkrótce utracił na rzecz Kościoła greckokatolickiego. Zerwał wszystkie kontakty z okolicznym duchowieństwem unickim. Wielki rozgłos i poważanie miały nabożeństwa odprawiane z wielkim przepychem w skicie. Uczestniczyła w nich nie tylko ludność prawosławna, ale też (a właściwie głównie) grekokatolicy i łacinnicy.

## Zabór austriacki
Po zajęciu Rusi Czerwonej przez Austrię w 1772, mnisi poprosili cesarzową Marię Teresę o potwierdzenie wszystkich przywilejów, nadań i posiadłości, i natychmiast otrzymano pozytywną odpowiedź dotyczącą zwolnienia z myta. 17 września 1773 mnisi zostali poinformowani przez gubernatora, że pozostałe przywileje zostaną potwierdzone po złożeniu hołdu przez mieszkańców kraju. Dekretem z 28 czerwca 1776 Maria Teresa zagwarantowała nietykalność dóbr należących do skitu.

## Likwidacja skitu
Jednak dobre czasy nie trwały długo. 1 lipca 1785 cesarz Józef II Habsburg zawiadomił gubernium lwowskie o kasacie Skitu Maniawskiego:
- mnisi udali się do prawosławnych monastyrów na Bukowinie
- pieniądze pochodzące z licytacji majątku skitu, przeprowadzonej w 1789 r., przekazano na Bukowiński Fundusz Religijny
- książki przekazano Uniwersytetowi Lwowskiemu
- naczynia i szaty liturgiczne przekazano nowo utworzonemu seminarium greckokatolickiemu
- Cerkiew ze skitu przekazano do Nadwórnej, gdzie odgrywała rolę cerkwi parafialnej do sierpnia 1914, kiedy to spłonęła
- ikonostas autorstwa Ioba Kondzelewicza przekazano do cerkwi w Bohorodczanach, skąd przekazano go po pewnym czasie do Muzeum Narodowego we Lwowie
- relikwiarz z cząstką Drzewa Krzyża Świętego przekazano prawosławnemu monastyrowi w Suczawie

## Współcześnie
W latach 80. rozpoczęto renowację zapuszczonego i podupadłego obiektu. Zachowały się: fragment murów z wieżą, klasztor i fundamenty cerkwi. Władze otworzyły w klasztorze muzeum.
Aktualnie w tym miejscu znajduje się monastyr Kościoła Prawosławnego Ukrainy z cerkwią pw. Podniesienia Krzyża Świętego, słynne miejsce pielgrzymek.